# Деколлатура
Деколлатура (італ. Decollatura, сиц. Dicollatura) — муніципалітет в Італії, у регіоні Калабрія,  провінція Катандзаро.
Деколлатура розташована на відстані близько 460 км на південний схід від Рима, 28 км на північний захід від Катандзаро.
Населення — 3184 особи (2014).

## Демографія
Населення за роками:

Станом на 1 січня 2023 року в муніципалітеті офіційно проживало 130 іноземців з 24 країн, серед них 56 громадян країн Євросоюзу та 5 громадян України.

## Сусідні муніципалітети
- Конфленті
- Джимільяно
- Мотта-Санта-Лучія
- Педівільяно
- Платанія
- Сан-П'єтро-Апостоло
- Серрастретта
- Соверія-Маннеллі